# Luftflotte 4
Pour les articles homonymes, voir 4e flotte.
La Luftflotte 4  (4e flotte aérienne) a été l'une des principales divisions de la Luftwaffe (Wehrmacht) allemande durant la Seconde Guerre mondiale.
À l'été 1942 la Luftflotte 4 est chargée de la couverture aérienne de l'opération Fall Blau. Elle intervient massivement lors de la bataille de Stalingrad où elle se rend responsable lors de l'arrivée des troupes allemandes dans la ville d'une campagne de bombardements visant à terroriser la population, qui a coûté la vie à environ 40 000 personnes.

## Création et différentes dénominations
Elle a été formée le 18 mars 1939 à partir de la Luftwaffenkommando Österreich également appelé Luftwaffenkommando Ostmark  à Vienne.
La Luftflotte 4 a été rebaptisée le 21 avril 1945 en Luftwaffenkommando 4, et est devenu subordonné à la Luftflotte 6.
| Début         | Fin           | Nom                                                                       |
| ------------- | ------------- | ------------------------------------------------------------------------- |
| 1er août 1938 | 18 mars 1939  | Luftwaffenkommando Österreich également appelé Luftwaffenkommando Ostmark |
| 18 mars 1939  | 21 avril 1945 | Luftflotte 4                                                              |
| 21 avril 1945 | 8 mai 1945    | Luftwaffenkommando 4                                                      |

## Zones d'engagements
- 1939 : Pologne
- 1940 : Défense de l'espace aérien
- 1941 : Balkans, sud de la Russie
- 1942 : Sud de la Russie
- 1943 : Sud de la Russie
- 1944 : Roumanie, Hongrie
- 1945 : Hongrie, Autriche

## Commandement

Drapeau du chef de la Luftflotte

| Début             | Fin               | Grade                | Nom                             |
| ----------------- | ----------------- | -------------------- | ------------------------------- |
| 18 mars 1939      | 20 juillet 1942   | Generaloberst        | Alexander Löhr                  |
| 20 juillet 1942   | 4 septembre 1943  | Generalfeldmarschall | Wolfram Freiherr von Richthofen |
| 4 septembre 1943  | 17 février 1944   | Generaloberst        | Otto Deßloch                    |
| 25 février 1944   | 27 septembre 1944 | Generalleutnant      | Alexander Holle                 |
| 28 septembre 1944 | 21 avril 1945     | Generaloberst        | Otto Deßloch                    |

## Chef d'état-major
| Début            | Fin              | Grade           | Nom                                 |
| ---------------- | ---------------- | --------------- | ----------------------------------- |
| 18 mars 1939     | 19 décembre 1939 | Oberst          | Günther Korten                      |
| 19 décembre 1939 | 21 juillet 1940  | Oberst          | Herbert Olbrich (en)                |
| 21 juillet 1940  | 3 novembre 1940  | Oberstleutnant  | Andreas Nielsen                     |
| 4 novembre 1940  | 15 janvier 1941  | Oberst          | Dipl.Ing. Richard Schimpf (en)      |
| 15 janvier 1941  | 12 août 1942     | Generalleutnant | Günther Korten                      |
| 24 août 1942     | 23 février 1943  | Oberst          | Hans-Detlef Herhudt von Rohden (de) |
| 1er mars 1943    | 25 mars 1943     | Oberst          | Karl-Heinrich Schulz (de)           |
| 26 mars 1943     | 3 septembre 1943 | General         | Otto Deßloch                        |
| 3 septembre 1943 | 21 avril 1945    | Generalmajor    | Karl-Heinrich Schulz                |

## Quartier Général
Le Quartier Général se déplaçait suivant l'avancement du front.
| Début            | Fin              | Ville                         |
| ---------------- | ---------------- | ----------------------------- |
| 1er février 1939 | Août 1939        | Vienne                        |
| Août 1939        | Septembre 1939   | Reihenbach/Schlesien          |
| Septembre 1939   | Juin 1941        | Vienne                        |
| Juin 1941        | Juillet 1941     | Jasionsk près de Rzeszów      |
| Juillet 1941     | 1er août 1941    | Kremenez                      |
| 1er août 1941    | Septembre 1941   | Winnitsa                      |
| Septembre 1941   | Mai 1942         | Nikolayev                     |
| Mai 1942         | 18 juillet 1942  | Poltava                       |
| 18 juillet 1942  | Octobre 1942     | Mariupol                      |
| Octobre 1942     | Décembre 1942    | Iessentouki                   |
| Décembre 1942    | Mars 1943        | Novotcherkassk près de Rostov |
| Mars 1943        | Octobre 1943     | Dnipropetrovsk                |
| Octobre 1943     | Février 1944     | Ouman                         |
| Février 1944     | 8 mars 1944      | Proskurov                     |
| 8 mars 1944      | 4 juillet 1944   | Morczyn                       |
| 5 juillet 1944   | Août 1944        | Ramnicut-Sarat                |
| Août 1944        | 7 septembre 1944 | Debreczen                     |
| 7 septembre 1944 | 10 octobre 1944  | Nyíregyháza                   |
| 10 octobre 1944  | Décembre 1944    | Tavaros                       |
| Décembre 1944    | Avril 1945       | Modern près de Pressburg      |
| Avril 1945       | Avril 1945       | Hörsching                     |

## Unités subordonnées
- Luftwaffenkommando Don : Août 1942 - Février 1943
- Luftwaffenkommando Kaukasus : Novembre 1942 - Février 1943
- I. Fliegerkorps : Juillet 1942 - Août 1942 et Février 1943 - Avril 1945
- II. Fliegerkorps : Novembre 1944 - Février 1945
- IV. Fliegerkorps : Mai 1941 - Décembre 1943
- V. Fliegerkorps : Mai 1941 - Décembre 1941
- VIII. Fliegerkorps : Janvier 1941 - Juin 1941 et Mai 1942 - Juillet 1944
- XI. Fliegerkorps : Avril 1941 - Juin 1941
- Königlich Rumänisches Fliegerkorps : 1942 - Août 1944
- 2. Flieger-Division : Août 1939 - Septembre 1939
- 17. Flieger-Division : Janvier 1945 - Avril 1945
- 102. Ungarische Flieger-Division : 1944 - 1945
- Kommandierender General der Deutschen Luftwaffe in Nordbalkan : Octobre 1944 - Février 1945
- Kommandierender General der deutschen Luftwaffe in Rumänien : 1944 - Septembre 1944
- Kommandierender General der Deutschen Luftwaffe in Ungarn : 1944 - Mars 1945
- Fliegerführer z.b.V. : Août 1939 - Octobre 1939
- Fliegerführer Nordbalkan : Octobre 1944 - Février 1945
- Fliegerführer Süd : Décembre 1941 - fin 1942
- Seefliegerführer Schwarzes Meer : fin 1942 - Avril 1944
- Jagdfliegerführer Rumänien : 1943 - Février 1944 / Septembre 1944
- Sonderstab Krim : Décembre 1941 - Février 1942
- Luftwaffen-Einsatzstab Kroatien : 1944
- Luftgau-Kommando VIII : Octobre 1937 - Mai 1942
- Luftgau-Kommando XVII : Juillet 1938 - Janvier 1943 / Mars 1945 - Avril 1945
- Luftgau-Kommando Charkow : Septembre 1942 - Juin 1943
- Luftgau-Kommando Kiew : Novembre 1941 - Septembre 1942
- Luftgau-Kommando Rostow : Novembre 1941 - Juin 1943
- Luftgau-Kommando XXV : Avril 1943 - Juillet 1944
- Luftgaustab z.b.V. : 4 juin 1941 - Novembre 1941
- Luftgaustab z.b.V. : 8 août 1939 - Octobre 1939
- Luftwaffenmission Rumänien : 1941 - Juin 1943
- Luftwaffenmission Bulgarien : 1942 - Juin 1943
- 15. Luftwaffen-Feld-Division : 1942
- I. Flakkorps (de) : Avril 1941 - Juin 1944
- II. Flakkorps : Juin 1941 - Septembre 1941
- V. Flakkorps (de) : Novembre 1944 - Avril 1945
- 5. Flak-Division : Décembre 1942 - Août 1944
- 9. Flak-Division : Janvier 1942 - Mai 1942 / Mars 1944 - Septembre 1944
- 10. Flak-Division : Septembre 1941 - Mai 1942
- 15. Flak-Division : Juin 1944 - Novembre 1944
- Flak-Brigade VI : Mai 1942 - Décembre 1942
- Luftnachrichten-Regiment 4
- Luftnachrichten-Regiment 14
- Luftnachrichten-Regiment 24

## Abréviations
- FAGr = Fernaufklärungsgruppe = Reconnaissance aérienne.
  - Gruppe = équivalent dans la RAF à Wing.
- JG = Jagdgeschwader = Chasseur.
  - Geschwader = équivalent dans la Royal Air Force à Group.
- KG = Kampfgeschwader = Bombardier.
- KG zbV = Kampfgeschwader zur besonderen Verwendung = Transport aérien, plus tard TG.
- NAGr = Nahaufklärungsgruppe = Liaison aérienne.
- NASt = Nahaufklärungsstaffel = Reconnaissance aérienne.
  - Staffel = équivalent dans la RAF à Squadron.
- NSGr = Nachtschlachtgruppe = Chasseur-bombardier de nuit.
- SAGr = Seeaufklärungsgruppe = Patrouille maritime
- SG = Schlachtgeschwader = Attaque au sol.
- TG = Transportgeschwader = Transport aérien.
- ZG = Zerstörergeschwader = Chasseurs lourds.